# Cairininis
Cairinini és una tribu d'ocells aquàtics de la subfamília dels anatins, dins la família dels anàtids (Anatidae).
Amb aquest nom (o el de Cairininae, quan li el donaven categoria de subfamília) va ser conegut un grup d'ànecs que coincidien en llur disposició a posar-se sobre les branques d'alts arbres. Posteriorment es va demostrar que aquesta era una agrupació parafilètica i que les semblances eren producte de l'evolució convergent (Livezey 1986). Aquest grup incloïa els gèneres: Plectropterus, Salvadorina, Hymenolaimus, Merganetta, Amazonetta, Sarkidiornis, Malacorhynchus, Pteronetta, Nettapus, Cairina, Aix, Callonetta, i Chenonetta.
En època recent, i arran estudis genètics de principis del present segle, se n'han unit dos gèneres d'aspecte ben diferent en la tribu Cairinini dins la subfamília dels anatins (Anatinae):
- Gènere Cairina, amb una espècie:
  - Cairina moschata – Ànec mut.
- Gènere Aix, amb dues espècies.
  - Aix galericulata – Ànec mandarí.
  - Aix sponsa – Ànec carolí.